# Borja Vidal Fernández
Borja Vidal Fernández Fernández, (Pontigón, Astúries, 25 de desembre de 1981) és un jugador d'handbol espanyol, que també posseeix la nacionalitat qatariana, selecció a la qual representa internacionalment. Juga en la posició de pivot. Abans de convertir-jugador professional d'handbol va ser jugador de bàsquet, també a nivell professional, arribant a jugar a la màxima categoria espanyola, la Lliga ACB.

## Carrera esportiva

### Jugador de bàsquet
Es va formar al planter del Joluvi Avilés, passant per les categories inferiors del Joventut de Badalona abans de debutar el 1999 en el primer equip del club badaloní. Tant aquella temporada, la 1999-00, com la següent, formava part del segon equip del Joventut a la lliga EBA, però jugant alguns partits a l'ACB. El seu debut va ser en el mes d'abril del 2000 a l'Olímpic de Badalona, davant el CB Càceres. Després va jugar dos anys en equips de la Lliga LEB: el Melilla Baloncesto i el Bilbao Basket. Va estar dos anys més en la segona categoria de la lliga italiana abans de tornar a Espanya de la mà del CAI Saragossa.

### Jugador d'handbol
Estant a Saragossa, l'any 2006 va anar a fer una prova amb el CAI Aragó, equip de la Lliga Asobal dirigit per Valero Rivera. Després de destacar en el conjunt aragonès, va jugar en diversos equips nacionals fins a ser fitxat pel HBC Nantes de la lliga francesa. També de la mà de Rivera se'n va anar a Qatar, on va aconseguir la nacionalitat qatarí i va començar a defensar la selecció del país àrab. Amb la selecció qatarí es va proclamar subcampió del món el 2015, campió d'Àsia el 2013 i el 2016, i campió dels Jocs Asiàtics el 2014.